# Alisher Yusupov
Alisher Yusupov (2 de diciembre de 1998) es un deportista uzbeko que compite en judo.
Participó en los Juegos Olímpicos de París 2024, obteniendo una medalla de bronce en la categoría de +100 kg.
Ganó dos medallas de bronce en el Campeonato Mundial de Judo, en los años 2023 y 2024, y una medalla de bronce en los Juegos Asiáticos de 2022.

## Palmarés internacional
| Juegos Olímpicos   | Juegos Olímpicos | Juegos Olímpicos  | Juegos Olímpicos |
| Año                | Lugar            | Medalla           | Categoría        |
| ------------------ | ---------------- | ----------------- | ---------------- |
| 2024               | París (Francia)  | Medalla de bronce | +100 kg          |
| Campeonato Mundial |                  |                   |                  |
| Año                | Lugar            | Medalla           | Categoría        |
| 2023               | Doha (Catar)     | Medalla de bronce | +100 kg          |
| 2024               | Abu Dabi (EAU)   | Medalla de bronce | +100 kg          |
| Juegos Asiáticos   |                  |                   |                  |
| Año                | Lugar            | Medalla           | Categoría        |
| 2022               | Hangzhou (China) | Medalla de bronce | +100 kg          |